# Erica (jeu vidéo)
Pour les articles homonymes, voir Erica (homonymie).
Erica est un jeu vidéo de type film interactif en FMV développé par Flavorworks, édité par Sony Interactive Entertainment initialement sorti en 2019 sur PlayStation 4. Le jeu a été porté sur iOS et sur PC en 2021.

## Trame
La jeune Erica a grandi avec le traumatisme d’avoir vu son père assassiné avec une étrange marque rituelle sur le torse. Alors que cela lui donne encore régulièrement des cauchemars des années plus tard, la jeune femme va recevoir un étrange colis la ramenant à ce sombre passé. Placée à l’abri dans l’hôpital où elle avait passé sa jeunesse avec son père, elle devra trouver les réponses aux mystères qui la rongent.

## Distribution
- Holly Earl : Erica Mason
- Terence Maynard : Lucien Flowers
- Chelsea Edge : Tobi Neumann
- Duncan Casey : Sergent Blake
- Ian Pirie : Inspecteur-chef
- Sasha Frost : Hannah Kaye
- Brian F. Mulvey : Peter Mason
- Nakeba Buchanan : Mia Green
- Elaine Fellows : Kirstie
- Louise Bangay : Docteur Ballard
- Joerg Stadler : Karl Steinbeck
- Poppy Purchase : Erica enfant
- Oana Piticar : Alodie
- Lee Shone : Gardien
- Dan Styles : Gardien

## Système de jeu
Le jeu se joue avec le pavé tactile de la Dualshock 4 ou avec un smartphone iOS ou Android avec l'application Erica App PS4. Il suffit d'avoir une connexion Internet stable ou, le cas échéant, de créer une borne Wi-Fi sur la console.

## Développement
Erica est annoncé à la Paris Games Week de 2017. Le personnage d'Erica est incarné par l'actrice anglaise Holly Earl.